# San Agustín Tetlama
San Agustín Tetlama es una localidad del estado mexicano de Morelos. Es parte del municipio de Temixco.

## Toponimia
El nombre «San Agustín» hace referencia al santo patrono de la localidad: Agustín de Hipona. El nombre «Tetlama» proviene de los términos en náhuatl: tetl, piedra; amatl, amate o papel. Su significado es «Esquisto» o «Piedra de papel».

## Demografía
| Gráfica de evolución demográfica |
|                                  |

| Censo | Población |
| ----- | --------- |
| 1940  | 264       |
| 1950  | 317       |
| 1960  | 385       |
| 1970  | 469       |
| 1980  | 614       |
| 1990  | 772       |
| 2000  | 1106      |
| 2010  | 1537      |
| 2020  | 2124      |